# Silent Circle
Silent Circle е немска евродиско група от Западна Германия. Съставена е от вокалиста Мартин Тихсен, композитора Аксел Брайтунг и барабаниста Юрген Беренс.
Групата е основана през 1985 г., а издава първия си албум No. 1 през 1986 г. По-късно Харалд Шефер заменя Аксел Брайтунг за сценичните изяви на групата, като композиторът се отдава изцяло на писането и продуцирането на нови песни.

## Дискография

### Албуми
- No. 1 (1986)
- Back! (1994)
- Stories 'Bout Love (1998)
- Chapter Euro Dance (2018)
- Chapter 80's — Unreleased Songs (2018)
- Chapter Italo Dance – 2 Part Unreleased Songs (2018)
- The Second: Singles 1985 – 1989 (2024)

### Сингли
- Hide Away – Man Is Comin'! (1985)
- Touch in the Night (1985)
- Stop the Rain / Shy Girl (1986)
- Love Is Just a Word (1986)
- Time for Love (1986)
- Danger Danger (1987)
- Oh, Don't Lose Your Heart Tonight (1987)
- Moonlight Affair (1987)
- I Am Your Believer (1989)
- What a Shame (1989)
- 2night (1993)
- Every Move, Every Touch (1994)
- Egyptian Eyes (promo only) (1996)
- Touch in the Night '98 (1998)
- One More Night (1998)
- Night Train (1999)
- I Need a Woman (2000)
- Moonlight Affair 2001 (feat. MMX) (2001)
- 2 Night (2018)
- Every Move Every Touch (2018)